# Alejandro Finisterre
Alexandre de Fisterra (spanisch: Alejandro Finisterre, eigentlich Alejandro Campos Ramírez; * 6. Mai 1919 in Fisterra, Galicien; † 9. Februar 2007 in Zamora, Kastilien-León) war ein spanischer Dichter, Schriftsteller und Erfinder. Er erhielt 1937 das erste Patent für einen Kickertisch.

## Jugend

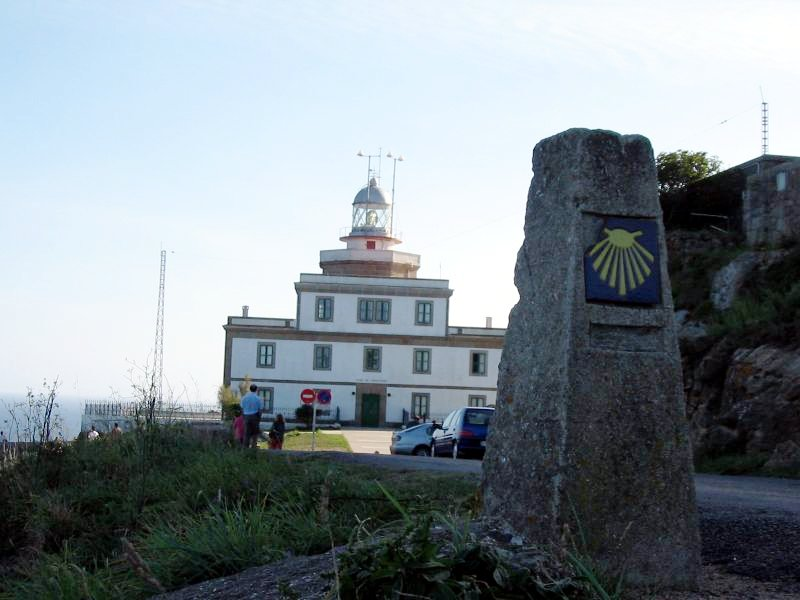
Der Leuchtturm von Fisterra

Alejandro Campos wurde als Sohn eines Telegrafisten, der im Leuchtturm am Kap Finisterre tätig war, im gleichnamigen Fischerdorf geboren. Finisterre heißt heute offiziell galicisch Fisterra. Alejandro lebte dort bis zu seinem fünften Lebensjahr. Anschließend zogen seine Eltern mit ihm nach A Coruña. Im Alter von 15 Jahren wechselte er nach Madrid, wo er das Abitur machte.
Kurz nachdem er die Schule in Madrid begonnen hatte, musste der Vater seine Schuhwerkstatt aus finanziellen Gründen schließen. Da Alejandro neun Geschwister hatte, konnte sich die Familie die Privatschule, die er besuchte, nicht mehr leisten. Der Direktor ließ ihn daher die Schulaufgaben unterklassiger Schüler korrigieren, womit das Schulgeld beglichen wurde.
Er arbeitete auch als Maurergehilfe auf dem Bau und später in einer Druckerei. In Madrid lernte Alejandro auch den Schriftsteller, Literaturwissenschaftler und Diplomaten León Felipe kennen. Gemeinsam mit Rafael Sánchez Ortega gaben sie die Zeitschrift Paso a la juventud heraus, das sie auf der Straße verkauften.

## Krankenhausaufenthalt; Erfindung eines Kickertisches
Finisterre wurde im November 1936 bei der Bombardierung Madrids durch die Legion Condor im spanischen Bürgerkrieg verschüttet. Er wurde schwer verletzt nach Valencia, einer Hochburg des republikanischen Lagers, gebracht und von dort zum Krankenhaus in Montserrat, 25 km von Valencia entfernt. Finisterre, der damals 17 Jahre alt war, lernte im Krankenhaus andere Kinder und Jugendliche kennen, die ebenso wie er aufgrund ihrer Verletzungen keinen Fußball spielen konnten. Ihm kam ausgehend vom Tischtennis die Idee, ein Tischfußballspiel zu bauen. Er übertrug seinem Bekannten Francisco Xavier Altuna, einem Zimmermann aus dem Baskenland, den Bau des ersten Exemplars. Allerdings gelang es ihm nicht, seine Erfindung industriell zu verwerten, da die spanischen Spielzeugfabriken, die sich zum Großteil in der Region um Valencia befanden, im Krieg mit Waffenproduktion beschäftigt waren. Finisterre ließ seine Erfindung im Januar 1937 in Barcelona patentieren, ebenso wie eine Partiturseitenumblätterhilfe, die er für eine Pianistin gebaut hatte, in die er verliebt war.

## Exil
Finisterre floh zunächst zu Fuß über die Pyrenäen nach Frankreich, wobei seine Patentausfertigung vom Dauerregen zerstört wurde. Nach dem Bürgerkrieg kehrte er zunächst nach Spanien zurück und beendete ein geisteswissenschaftliches Studium. Er emigrierte 1947 erneut nach Frankreich, da er im Spanien unter Francisco Franco für sich keine Zukunft sah. Er lebte in Paris und stellte fest, dass ein Freund aus dem Krankenhaus, der inzwischen als Mitglied der marxistischen POUM im Widerstand gegen Franco getötet worden war, seine Erfindung für ihn in Frankreich als Patent angemeldet hatte. 
Er erreichte, von den spanischen Herstellern des Kickertisches eine Geldzahlung zu erhalten, um nach Quito in Ecuador auszuwandern. Dort gründete er 1952 die Literaturzeitschrift Ecuador 0°, 0′, 0′′, die bis 1977 erschien und sich in jeder Nummer Dichtern eines Landes widmete. Deren zweite Ausgabe erschien bereits in Guatemala, wohin Finisterre nun ausgewandert war. Er lebte in Guatemala-Stadt und stellte nach Verbesserungen an seinem Modell Kickertische in Serie her, was sich zu einem erfolgreichen Geschäft entwickelte. Nach einem Militärputsch des politisch rechtsstehenden Oberst Carlos Castillo Armas (1954) verlor Finisterre allerdings nach und nach sein Geschäft, da er als praktizierender politisch Linker und Bekannter des Botschafters der Exilregierung der spanischen Republik unter dem neuen Regime politisch verfolgt wurde. Für den Botschafter der Exilregierung hatte er in den Jahren zuvor mehrmals Dokumente nach Mexiko gebracht. Er war mehreren Entführungsversuchen ausgesetzt und sollte schließlich gegen seinen Willen nach Madrid verbracht werden. Auf dem Flug bedrohte Finisterre nach eigenem Bericht den Piloten erfolgreich damit, er werde eine Bombe zünden. Er hatte zuvor die Seife der Bordtoilette in Silberpapier eingewickelt. Er wurde in Panama-Stadt aus dem Flugzeug gelassen. Finisterre bezeichnete sich daher selbst als den „ersten Flugzeugentführer der Geschichte“.
Er gelangte daraufhin 1956 nach Mexiko, wo er befreundete und bekannte Dichter und Autoren wiedertraf. Er widmete sich den bildenden Künsten und war als Verleger und Herausgeber tätig. Er gab weiterhin Ecuador heraus und gründete und leitete den Verlag Editorial Finisterre Impresora. Dort erschienen auch Werke verschiedener Dichter, darunter León Felipe und Juan Larrea. Finisterre war auch Verleger des ersten Gedichtbandes von Ernesto Cardenal. Er reiste in dieser Zeit mehrmals nach Spanien, unter anderem um Anthologien galicischsprachiger Autoren vorzubereiten.

## Rückkehr nach Spanien
Nach dem Tod Francos (1975) kehrte er nach Spanien zurück. Er lebte zunächst in Aranda de Duero, arbeitete weiterhin als Schriftsteller und war (nicht-numerisches) Mitglied der Real Academia Galega, der Königlich-Galicischen Akademie. Später zog er nach Zamora um, wo er als Testamentsvollstrecker das Erbe des befreundeten Dichters León Felipe verwaltete, der aus der Umgebung der Stadt stammte. Dieses überließ er gegen eine Ausgleichszahlung der Stadt Zamora, zeigte sich aber mit deren in seinen Augen mangelhafter Konservierungspraxis unzufrieden.
Bis zu seinem Tod war Finisterre mit der Sängerin María Herrero verheiratet.